# Velká cena Kataru silničních motocyklů
Velká cena Kataru silničních motocyklů je motocyklový závod, který je součástí mistrovství světa silničních motocyklů.
Okruh Losail International Circuit v Kataru býval každoročně první závod sezóny mistrovství světa silničních motocyklů, až do roku rok 2023, kdy kvůli výstavbě zázemí na okruhu se závod uskutečnil až na konci listopadu. I v roce 2025 sezóna začínala jinde, konkrétně závodem v Thajsku. Závod v roce 2008 se poprvé v historii MotoGP konal v noci.
V roce 2020 se kvůli rozšiřující pandemii covidu-19 odjeli závody pouze kategorií Moto2 a Moto3 a závod kategorie MotoGP byl zrušen.

## Vítězové Grand Prix silničních motocyklů - Katar
| Rok  | Trať   | Moto3                        | Moto2                        | MotoGP                                | Report |
| ---- | ------ | ---------------------------- | ---------------------------- | ------------------------------------- | ------ |
| 2025 | Losail | Ángel Piqueras (KTM)         | Arón Canet (Kalex)           | Marc Márquez (KTM)                    | Report |
| 2024 | Losail | David Alonso (CFMoto)        | Alonso López (Boscoscuro)    | Francesco Bagnaia (Ducati)            | Report |
| 2023 | Losail | Jaume Masià (Honda)          | Fermín Aldeguer (Boscoscuro) | Fabio Di Giannantonio (Ducati)        | Report |
| 2022 | Losail | Andrea Migno (Honda)         | Celestino Vietti (Kalex)     | Enea Bastianini (Ducati)              | Report |
| 2021 | Losail | Jaume Masià (KTM)            | Sam Lowes (Kalex)            | Maverick Viñales (Yamaha)             | Report |
| 2020 | Losail | Albert Arenas (KTM)          | Tetsuta Nagashima (Kalex)    | Závod zrušen kvůli pandemii covidu-19 | Report |
| 2019 | Losail | Kaito Toba (Honda)           | Lorenzo Baldassarri (Kalex)  | Andrea Dovizioso (Ducati)             | Report |
| 2018 | Losail | Jorge Martín (Honda)         | Francesco Bagnaia (Kalex)    | Andrea Dovizioso (Ducati)             | Report |
| 2017 | Losail | Joan Mir (Honda)             | Franco Morbidelli (Kalex)    | Maverick Viñales (Yamaha)             | Report |
| 2016 | Losail | Niccolò Antonelli (Honda)    | Thomas Lüthi (Kalex)         | Jorge Lorenzo (Yamaha)                | Report |
| 2015 | Losail | Alexis Masbou (Honda)        | Jonas Folger (Kalex)         | Valentino Rossi (Yamaha)              | Report |
| 2014 | Losail | Jack Miller (KTM)            | Esteve Rabat (Kalex)         | Marc Márquez (Honda)                  | Report |
| 2013 | Losail | Luis Salom (KTM)             | Pol Espargaró (Kalex)        | Jorge Lorenzo (Yamaha)                | Report |
| 2012 | Losail | Maverick Viñales (FTR Honda) | Marc Márquez (Suter)         | Jorge Lorenzo (Yamaha)                | Report |
| Rok  | Trať   | 125 cc                       | Moto2                        | MotoGP                                | Report |
| 2011 | Losail | Nicolás Terol (Aprilia)      | Stefan Bradl (Kalex)         | Casey Stoner (Honda)                  | Report |
| 2010 | Losail | Nicolás Terol (Aprilia)      | Šoja Tomizawa                | Valentino Rossi (Yamaha)              | Report |
| Rok  | Trať   | 125 cc                       | 250 cc                       | MotoGP                                | Report |
| 2009 | Losail | Andrea Iannone (Aprilia)     | Hector Barbera (Aprilia)     | Casey Stoner (Ducati)                 | Report |
| 2008 | Losail | Sergio Gadea (Aprilia)       | Mattia Pasini (Aprilia)      | Casey Stoner (Ducati)                 | Report |
| 2007 | Losail | Hector Faubel (Aprilia)      | Jorge Lorenzo (Aprilia)      | Casey Stoner (Ducati)                 | Report |
| 2006 | Losail | Alvaro Bautista (Aprilia)    | Jorge Lorenzo (Aprilia)      | Valentino Rossi (Yamaha)              | Report |
| 2005 | Losail | Gabor Talmacsi (KTM)         | Casey Stoner (Aprilia)       | Valentino Rossi (Yamaha)              | Report |
| 2004 | Losail | Jorge Lorenzo (Derbi)        | Sebastian Porto (Aprilia)    | Sete Gibernau (Honda)                 | Report |